# Barbara Lyall
Barbara Lyall (* 7. Mai 1944) ist eine ehemalige britische Sprinterin.
1966 schied sie für Schottland startend bei den British Commonwealth Games in Kingston über 220 Yards und 440 Yards im Vorlauf aus.
Bei den British Commonwealth Games 1970 in Edinburgh wurde sie über 400 m Fünfte.
1965 wurde sie Schottische Meisterin über 440 Yards.

## Persönliche Bestzeiten
- 220 Yards: 25,7 s, 1966
- 400 m: 54,17 s, 22. Juli 1970, Edinburgh